# Egidije Živković
Egidije Ivan Živković (nje. Ägidius Johann Zsifkovics) (Novi Grad, Gradišće, 16. travnja 1963.) je austrijski biskup i teolog iz zajednice gradišćanskih Hrvata.
Rodio se 1963. u Novom Gradu u austrijskom pokrajini Gradišću. Odrastao je u Stinjačkom Vrhu, župa Stinjaki. Školu je završio u Stinjačkom Vrhu. Studirao je filozofiju i bogoslovlje u Beču i Zagrebu. 1987. se je godine zaredio za svećenika. 
Obnašao je dužnost posebnog tajnika biskupa grada Željeznog Stjepana Lázla. Doktorirao je crkveno pravo na papinskom sveučilištu Gregoriani. Bio je vicekancelarom i kancelarom u Željeznom u ordinarijatu. Od 1994. je godine vodio Odsjek za hrvatsku jezičnu skupinu u biskupskoj kuriji ote dijeceze.
Vodio je Glasnik, biskupsku reviju za hrvatske vjernike. Obnašao je duhovničku službu u Prodrštofu gdje je bio župnikom. 
Glavnim je tajnikom Austrijske biskupske konferencije od 1999. godine. 
Za biskupa Željezanske biskupije se je zaredio 25. rujna 2010. u katedrali sv. Martina u Željeznom.
2012. je na dan splitskog zaštitnika sv. Dujma je vodio svečanu misu na standardnom jeziku Hrvata iz Gradišća.

## Vanjske poveznice
- Hrvatske novine[neaktivna poveznica] S liva Jozef Krupa, biškup Egidije Živković i Jonči Karall